# Apeadero Talleres
Talleres es un apeadero ubicado en el barrio de Liniers de la Ciudad de Buenos Aires, entre las estaciones Villa Luro y Liniers de la Línea Sarmiento. Es utilizado únicamente por el personal ferroviario.

## Servicios
Sirve únicamente a los empleados que trabajan en los talleres a cargo de la empresa estatal Trenes Argentinos Operadora Ferroviaria. Los trenes de pasajeros no efectúan paradas programadas en este apeadero, pero es frecuente que se detengan para permitir el descenso de algún trabajador.

## Infraestructura
La parada consta de un único andén central, el cual es bajo en la mayor parte de su longitud con excepción de un pequeño tramo en el sector oeste que es elevado y techado con asientos para facilitar el ascenso a los coches del servicio eléctrico.
El acceso desde la calle Prelado Risso Patrón se realiza por medio de un amplio puente peatonal que también sirve para ingresar a los talleres ferroviarios, siendo este la única forma de llegar a esta parada.

## Historia
La parada fue inaugurada junto a los talleres contiguos en 1904, reemplazando a los talleres ferroviarios de Tolosa.
Con el aumento de la población que vivía la zona, en 1942 una asociación vecinal solicitó a las autoridades ferroviarias que habilitaran una estación en el sitio, aprovechando el andén central existente, lo que fue descartado alegando motivos económicos. Tras el Conflicto del Atlántico Sur el apeadero recibió el nombre "no oficial" de Malvinas, que no perduraría en el tiempo. 
La merma de actividad de los talleres ferroviarios, llevó a que este apeadero cayera en desuso y sufriera falta de mantenimiento. El 23 de agosto de 2001, los edificios de los talleres que abarcan una superficie de 37 ha, fueron declarados de interés histórico por el Gobierno de la Ciudad de Buenos Aires e incluidos en un Área de Protección Histórica.

## Galería

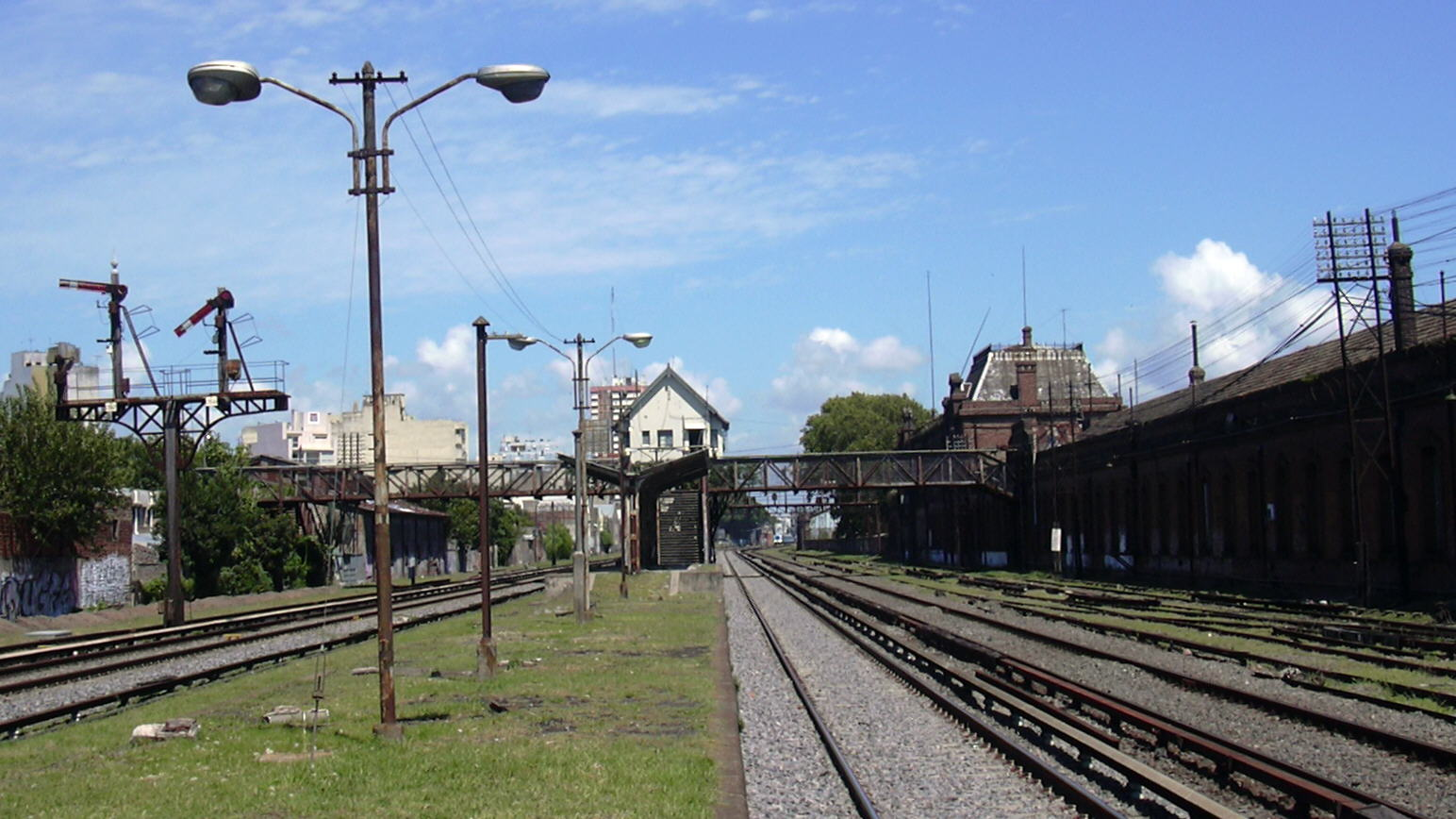
El apeadero Talleres de Liniers, visto desde el este
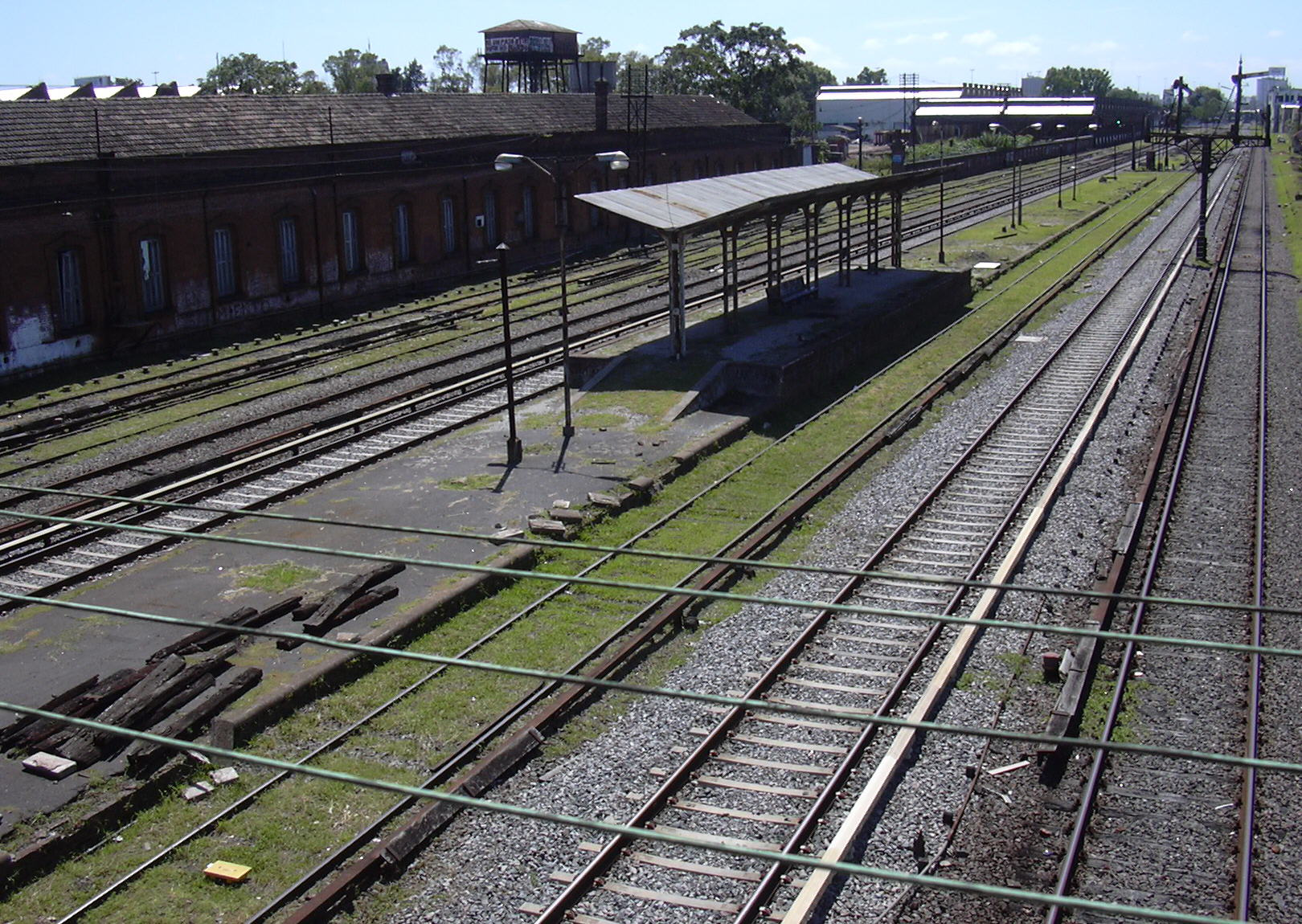
El apeadero Talleres de Liniers, visto desde el puente de la calle Risso Patrón
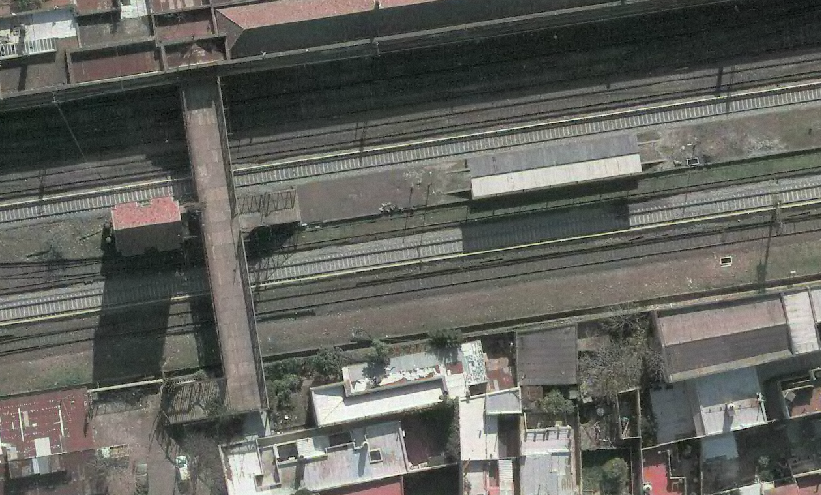
Vista aérea
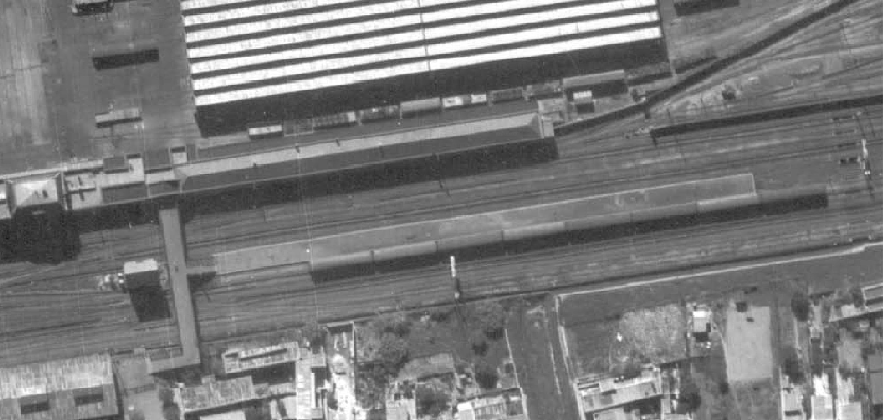
Vista aérea de 1940
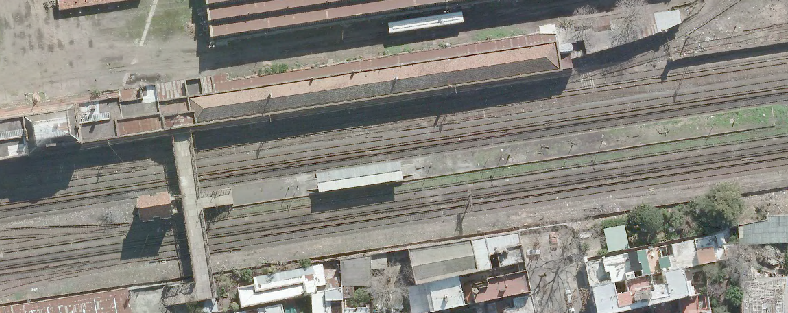
Vista aérea del 2009
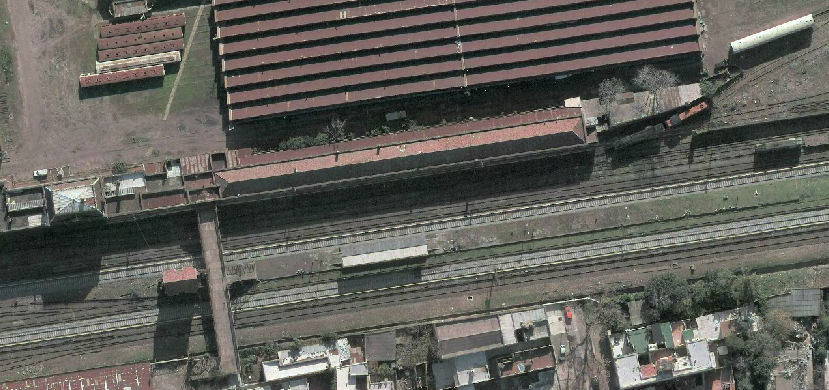
Vista aérea del 2013